# دونا ميلس
دونا ميلس (بالإنجليزية: Donna Mills)‏ هي لاعبة كرة لينة أمريكية، ولدت في 13 يوليو 1973.